# Apiaceae
Apiaceae (apiáceas) é uma família de plantas dentro da classe Magnoliopsida (angiospermas), pertencentes à ordem Apiales, a qual inclui plantas conhecidas como a salsa, a cenoura, o aipo, a erva-doce, o cominho entre outros. São geralmente ervas, aromáticas, com caules geralmente ocos na região internodal, com canais secretores contendo óleos aromáticos e resinas, saponinas triterpenóides, cumarinas, poliacetilenos de falcariona, monoterpenos e sequiterpenos, com umbeliferosa (um trissacarídeo) como produto de reserva de carboidratos. Podem ser aquáticas, rupícolas ou terrícolas. Não é endêmica do Brasil. Anteriormente conhecida como Umbelliferae (ambos os nomes são autorizados pelo ICBN) e vernaculizado para umbelífera. Possui cerca de 300 géneros, contendo mais de 3000 espécies.

## Descrição
As flores são pequenas e possuem simetria radial com 5 sépalas, 5 pétalas e 5 estames. Estão dispostas numa inflorescência em forma de umbela, daí o seu nome alternativo de Umbelliferae. Várias espécies possuem inflorescências onde as flores apresentam dimorfismo, possuindo as mais externas pétalas mais vistosas destinadas à atracção dos insectos, enquanto as mais internas são mais discretas, concentrando-se na reprodução.
A família contém algumas espécies altamente tóxicas, como o Conium, também conhecido por cicuta (o veneno e não o género muito parecido com o Conium, e também altamente venenoso, Cicuta). Esta planta foi utilizada para executar Sócrates e também como veneno na ponta de setas. Contém também algumas plantas muito úteis, tais como a cenoura, a salsa, o aipo e o funcho.
As Apiaceae são parentes próximas da família Araliaceae, sendo que as fronteiras entre estas duas famílias permanecem esbatidas. Alguns sistemas de classificação recentes colocam as Araliaceae numa família Apiaceae expandida, mas esta classificação não tem sido unanimemente aceita. Os géneros Hydrocotyle e Trachymene, tradicionalmente incluídos nas Apiaceae, são actualmente inseridos, de uma forma geral, na família Araliaceae.

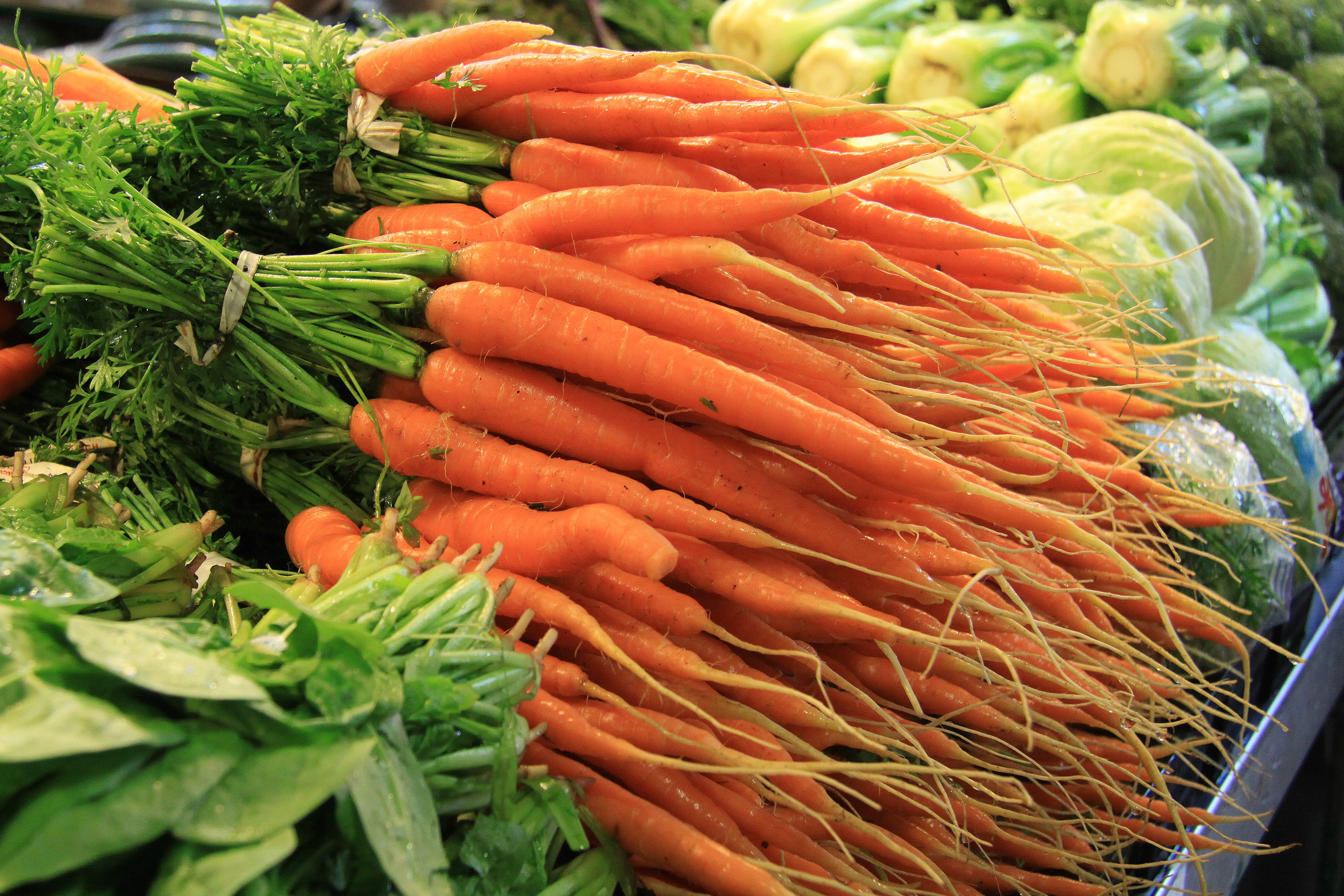
Cenoura (Daucus carota)

## Importância econômica
Entre os membros mais notáveis incluem-se:
- Anethum graveolens - o endro;
- Anthriscus cerefolium - o cerefólio;
- Apium graveolens - o aipo, muito aromática, todas as partes vegetativas podem ser consumidas: a raiz, o caule e as folhas. A raiz do salsão é utilizada na confecção de sopas e caldos, o caule em saladas e no coquetel Bloody Mary e as folhas como condimento parecido com a salsa.
- Conium maculatum - a cicuta;
- Coriandrum sativum - o coentro, muito utilizado na cozinha indiana e árabe. Em Portugal, é muito utilizado no Alentejo, para enriquecer pratos tais como as açordas, as tradicionais sopa de cação utilizado  e também para temperar saladas. No Brasil, o coentro é muito utilizado na culinária brasileira nordestina e também na região Norte.
- Cuminum cyminum - o cominho, utilizado por várias civilizações, desde os celtas antigos, passando pelos romanos e chegando aos árabes. Na Turquia também é muito empregada, principalmente em licores e na própria alimentação.
- Daucus carota - a cenoura; Possui alto potencial comercial para alimentação, são ingeridas cruas, inteiras, como parte de saladas e também cozidas em sopas e refogados. A parte folhosa da planta não é comida na maioria das culturas, mas é comestível. As cenouras são grandes fontes de fibra dietética, antioxidantes, minerais e β-caroteno. Este último, responsável pela coloração alaranjada característica do vegetal, é uma provitamina A (substância que dá origem à vitamina A dentro de um organismo vivo).
- Foeniculum vulgare - o funcho ou erva-doce, É frequentemente utilizada em pequenas quantidades na cozinha mediterrânica como planta aromatizante, particularmente os das variedades menos ricas em óleos essenciais, serem consumidos em fresco como parte de saladas. Pode também ser incorporado em sopas, em particular sopas destinadas a serem consumidas frias. Um dos pratos típicos dos Açores é uma sopa de feijão e inhame com folhas e caules tenros de funcho. É frequente o seu uso como aromatizante em molhos, conservas de vegetais, curtumes e outros preparados semelhantes. Na Índia e China as sementes moídas são utilizadas para a produção de condimentos e especiarias, recebendo a designação de saunf ou moti saunf. As suas raízes são consideradas como tendo propriedades diuréticas, sendo por esta razão comercializadas pelas ervanárias. O chá de semente de funcho é utilizado para reduzir os gases intestinais, incluindo na primeira infância e em crianças lactentes.
- Pastinaca sativa - a cherívia;
- Petroselinum crispum - a salsa, é largamente utilizada como condimento em diversas culturas culinárias, a planta fresca é rica em vitaminas e a sua celulose ajuda o movimento intestinal. Além de seu largo uso decorativo, a salsinha provê vários benefícios à saúde. É uma boa fonte de antioxidantes (especialmente luteolina), ácido fólico, vitamina C e vitamina A. Entre os benefícios à saúde declarados estão propriedades anti-inflamatórias e melhora no sistema imune.

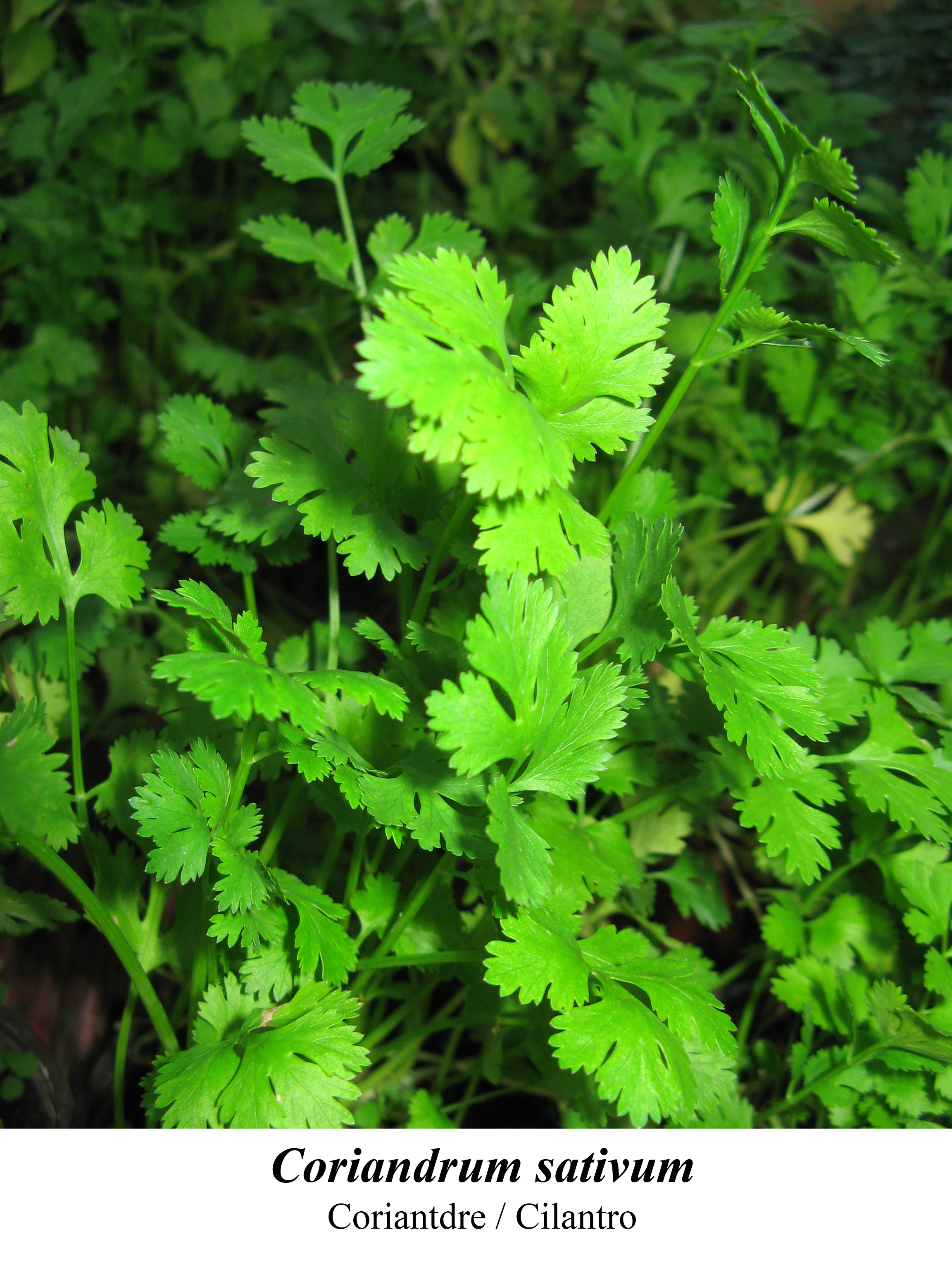
Coentro (Coriandrum sativum)

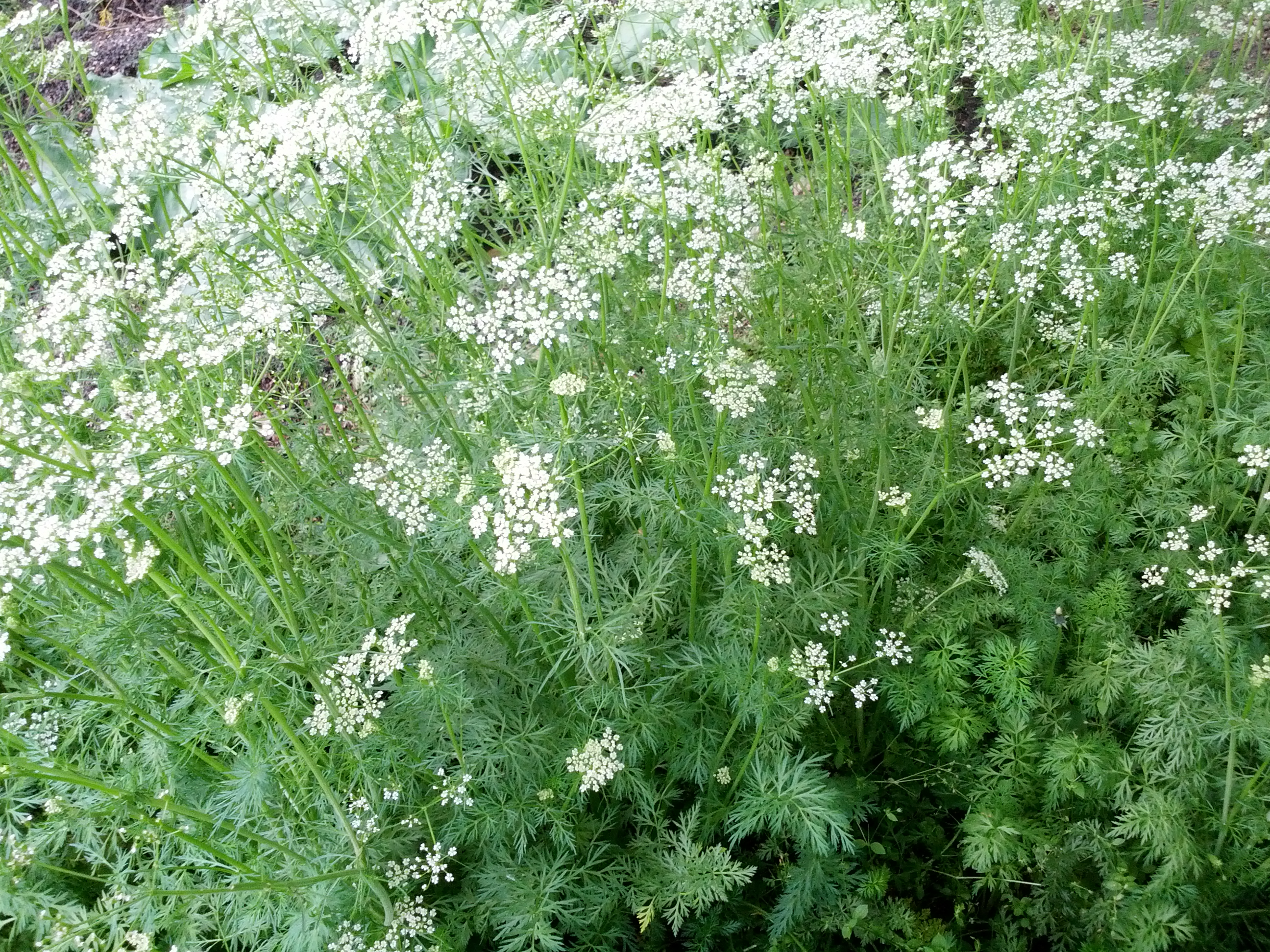
Cominho (Cuminum cyminum)

- Pimpinella anisum - o anis.

## Gêneros
A família Apiaceae possui 418 gêneros reconhecidos atualmente.
- Aciphylla
- Acronema
- Actinanthus
- Actinolema
- Actinotus
- Adenosciadium
- Aegokeras
- Aegopodium
- Aethusa
- Aframmi
- Afroligusticum
- Afrosciadium
- Afrosison
- Agasyllis
- Agrocharis
- Ainsworthia
- Alepidea
- Aletes
- Alococarpum
- Ammi
- Ammodaucus
- Ammoides
- Ammoselinum
- Andriana
- Anethum
- Angelica
- Anginon
- Angoseseli
- Anisopoda
- Anisosciadium
- Anisotome
- Annesorhiza
- × Anthrichaerophyllum
- Anthriscus
- Aphanopleura
- Apiastrum
- Apiopetalum
- Apium
- Apodicarpum
- Arafoe
- Arctopus
- Arcuatopterus
- Arracacia
- Artedia
- Asciadium
- Asteriscium
- Astomaea
- Astrantia
- Astrodaucus
- Astydamia
- Athamanta
- Aulacospermum
- Austropeucedanum
- Autumnalia
- Azilia
- Azorella
- Berula
- Bifora
- Bilacunaria
- Billburttia
- Bolax
- Bonannia
- Bowlesia
- Brachyscias
- Bunium
- Bupleurum
- Cachrys
- Calyptrosciadium
- Cannaboides
- Capnophyllum
- Carlesia
- Caropsis
- Carum
- Caucalis
- Cenolophium
- Centella
- Cephalopodum
- Chaerophyllopsis
- Chaerophyllum
- Chaetosciadium
- Chamaele
- Chamaesciadium
- Chamaesium
- Chamarea
- Changium
- Chlaenosciadium
- Choritaenia
- Chuanminshen
- Chymsydia
- Cicuta
- Cnidiocarpa
- Cnidium
- Coaxana
- Cogswellia
- Conioselinum
- Conium
- Conopodium
- Coriandrum
- Cortia
- Cortiella
- Cotopaxia
- Coulterophytum
- Cryptotaenia
- Cuminum
- Cyathoselinum
- Cyclorhiza
- Cyclospermum
- Cymbocarpum
- Cymopterus
- Cynosciadium
- Dactylaea
- Dahliaphyllum
- Dasispermum
- Daucosma
- Daucus
- Demavendia
- Dethawia
- Deverra
- Dichosciadium
- Dickinsia
- Dicyclophora
- Dimorphosciadium
- Diplaspis
- Diplolophium
- Diplotaenia
- Diposis
- Dipterygia
- Discopleura
- Distichoselinum
- Domeykoa
- Donnellsmithia
- Dorema
- Dracosciadium
- Drusa
- Ducrosia
- Dumaniana
- Dystaenia
- Echinophora
- Ekimia
- Elaeoselinum
- Elaeosticta
- Eleutherospermum
- Enantiophylla
- Endressia
- Eremocharis
- Eremodaucus
- Ergocarpon
- Erigenia
- Eriosynaphe
- Eryngium
- Erythroselinum
- Eurytaenia
- Exoacantha
- Ezosciadium
- Falcaria
- Fergania
- Ferula
- Ferulago
- Ferulopsis
- Foeniculum
- Frommia
- Froriepia
- Fuernrohria
- Galagania
- Geocaryum
- Gingidia
- Glaucosciadium
- Glehnia
- Glia (gênero)
- Glochidotheca
- Gongylosciadium
- Gongylotaxis
- Grafia
- Grammosciadium
- Guillonea
- Gymnophyton
- Hacquetia
- Halosciastrum
- Hansenia
- Haplosciadium
- Haplosphaera
- Harbouria
- Harrysmithia
- Heptaptera
- Heracleum
- Hermas
- Heteromorpha
- Heteroptilis
- Hladnikia
- Hohenackeria
- Homalocarpus
- Huanaca
- Hyalolaena
- Hymenidium
- Hymenolyma
- Indoschulzia
- Itasina
- Johrenia
- Kadenia
- Kafirnigania
- Kalakia
- Kamelinia
- Karnataka
- Keramocarpus
- Klotzschia
- Korovinia
- Korshinskia
- Korshinskya
- Krasnovia
- Krubera
- Kundmannia
- Ladyginia
- Lagoecia
- Laretia
- Laser
- Laserpitium
- Lecokia
- Lefebvrea
- Leiotulus
- Leptotaenia
- Lereschia
- Leutea
- Levisticum
- Libanotis
- Lichtensteinia
- Ligusticopsis
- Ligusticum
- Lilaeopsis
- Limnosciadium
- Lipskya
- Lisaea
- Lithosciadium
- Lomatium
- Lomatocarpa
- Lomatopodium
- Mackinlaya
- Magydaris
- Malabaila
- Mandenovia
- Margotia
- Marlothiella
- Mediasia
- Meeboldia
- Melanosciadium
- Melanoselinum
- Meum
- Micropleura
- Molopospermum
- Monizia
- Mulinum
- Museniopsis
- Musineon
- Mutellina
- Myrrhidendron
- Myrrhis
- Myrrhoides
- Nanobubon
- Naufraga
- Neogoezia
- Neonelsonia
- Neoparrya
- Neopaulia
- Niphogeton
- Nothosmyrnium
- Notiosciadium
- Notobubon
- Notopterygium
- Ochotia
- Oedibasis
- Oenanthe
- Oligocladus
- Olymposciadium
- Opopanax
- Oreocomopsis
- Oreomyrrhis
- Oreonana
- Oreoschimperella
- Oreoxis
- Orlaya
- Ormosolenia
- Orogenia
- Oschatzia
- Osmorhiza
- Ostericum
- Ottoa
- Oxypolis
- Pachyctenium
- Pachypleurum
- Palimbia
- Paraselinum
- Parasilaus
- Pastinaca
- Paulia
- Pentapeltis
- Perideridia
- Perissocoeleum
- Petroselinum
- Peucedanum
- Phellolophium
- Phellopterus
- Phlojodicarpus
- Phlyctidocarpa
- Physospermopsis
- Physospermum
- Physotrichia
- Pilopleura
- Pimpinella
- Pinda
- Platysace
- Pleiotaenia
- Pleurospermopsis
- Pleurospermum
- Podistera
- Polemannia
- Polemanniopsis
- Polytaenia
- Portenschlagiella
- Postiella
- Pozoa
- Prangos
- Prionosciadium
- Psammogeton
- Pseudocannaboides
- Pseudocarum
- Pseudocymopterus
- Pseudopteryxia
- Pseudoreoxis
- Pseudorlaya
- Pseudoselinum
- Pseudotaenidia
- Pseudotrachydium
- Pternopetalum
- Pterygopleurum
- Pteryxia
- Ptilimnium
- Ptychotis
- Pycnocycla
- Rhodosciadium
- Rhysopterus
- Rhyticarpus
- Ridolfia
- Rouya
- Sajania
- Sanicula
- Saposhnikovia
- Scaligeria
- Scandia
- Scandix
- Schrenkia
- Schtschurowskia
- Schulzia
- Sclerosciadium
- Sclerotiaria
- Scrithacola
- Selinum
- Semenovia
- Seseli
- Seselopsis
- Shoshonea
- Silaum
- Sinocarum
- Sinolimprichtia
- Sison
- Sium
- Smyrniopsis
- Smyrnium
- Sonderina
- Soranthus
- Spananthe
- Spermolepis
- Sphaenolobium
- Sphaerosciadium
- Sphallerocarpus
- Sphenosciadium
- Stefanoffia
- Steganotaenia
- Stenocoelium
- Stenosemis
- Stenotaenia
- Stewartiella
- Stoibrax
- Synelcosciadium
- Taenidia
- Talassia
- Tamamschjanella
- Tana
- Tauschia
- Thamnosciadium
- Thapsia
- Thaspium
- Thorella
- Thunbergiella
- Tiedemannia
- Tilingia
- Tinguarra
- Todaroa
- Tongoloa
- Tordyliopsis
- Tordylium
- Torilis
- Trachydium
- Trachysciadium
- Trachyspermum
- Trepocarpus
- Trigonosciadium
- Trinia
- Trochiscanthes
- Turgenia
- Uraspermum
- Vanasushava
- Vicatia
- Vvedenskia
- Washingtonia
- Xanthosia
- Xatardia
- Yabea
- Zizia
- Zosima

## Informações Botânicas[1]
| Tabela 1: Características morfológicas gerais das Apiaceae | Tabela 1: Características morfológicas gerais das Apiaceae |
| Estrutura                                                  | Observação |
| ---------------------------------------------------------- | --- |
| Folhas                                                     | Alternas e espiraladas, compostas pinadas ou palmadas a simples. |
| Peciolos                                                   | Invaginantes |
| Estípulas                                                  | Geralmente ausentes |
| Inflorescências                                            | Determinadas, formando umbelas simples ou compostas, às vezes condensadas em glomérulo, ocasionalmente racemos ou panículas de umbelas, com frequência subtendidas por um invólucro de brácteas, terminais. |
| Flores                                                     | Geralmente bissexuais, em geral radiais, pequenas. |
| Sépalas                                                    | Geralmente cinco, livres, muito reduzidas. |
| Pétalas                                                    | Geralmente cinco, livres, mas desenvolvendo-se a partir de um primórdio em forma de anel,geralmente inflexas, imbricadas e valvadas.                                                                        |
| Estames                                                    | Cinco |
| Filetes                                                    | Livres |
| Grão de pólen                                              | Geralmente tricolporados |
| Carpelos                                                   | Dois conatos |
| Ovário                                                     | Ínfero, geralmente com placentação axial |
| Estiletes                                                  | Engrossados na base, formando uma estrutura secretora de néctar (estilopódio) no ápice do ovário |
| Estigmas                                                   | Dois, diminutos, capitados a truncados ou alongados |
| Óvulos                                                     | Dois por lóculo, mas apenas um fértil, com um tegumento e um megasporângio de paredes finas ou menos frequentemente espessadas.                                                                             |
| Fruto                                                      | Esquizocarpo, os dois segmentos secos (mericarpos) geralmente sobre um pedúnculo central inteiro a fortemente bifurcado (carpóforo).                                                                        |
| Canais oleíferos                                           | Globulares a alongado (vittae), presentes na parede do fruto. Superfície do fruto lisa ou costada, às vezes coberto com pêlos, escamas ou pêlos rígidos, às vezes achatado ou alado.                        |
| Endosperma                                                 | Com ácido petroselêncio. |

## Sistemática[4]

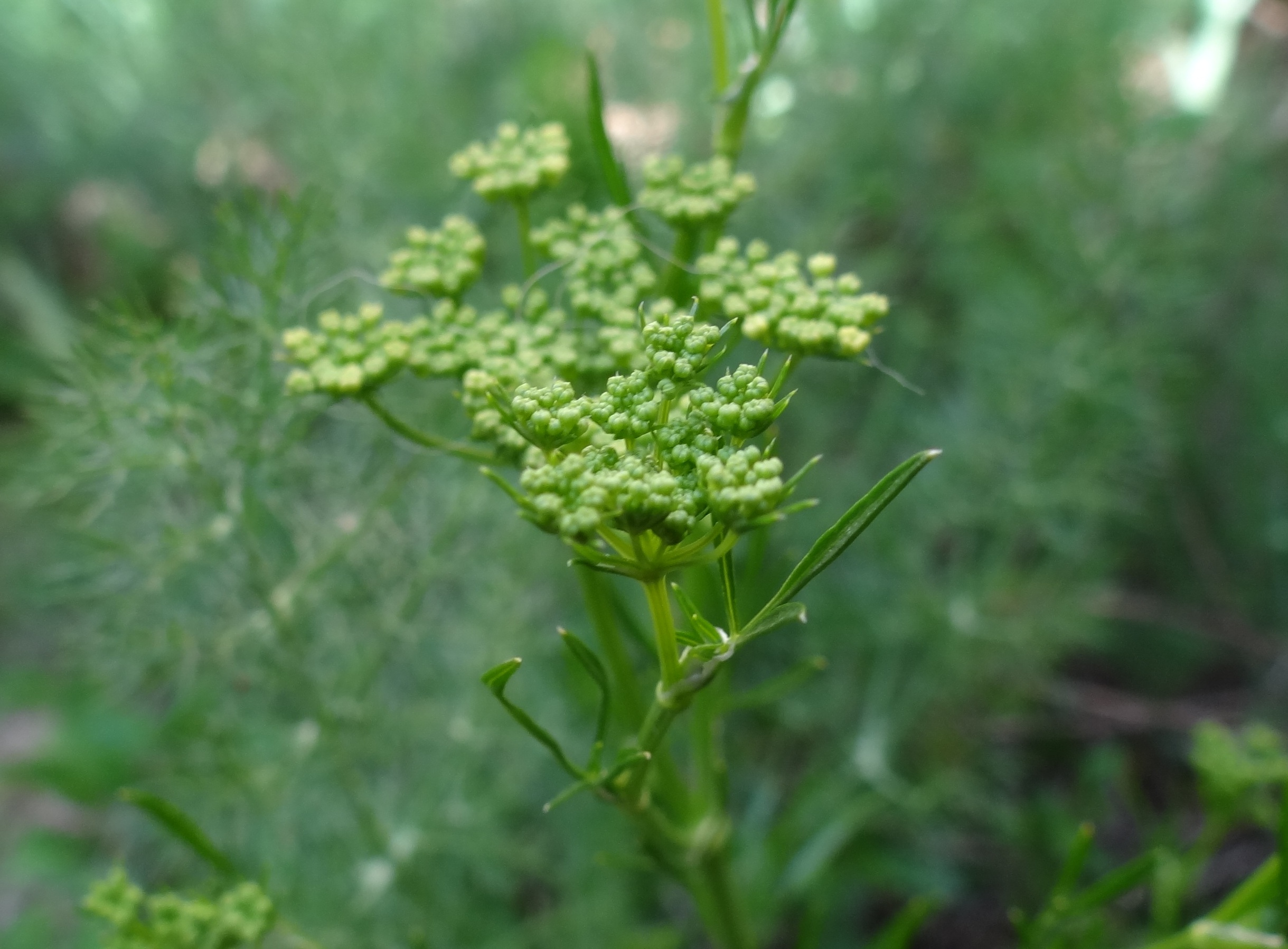
Erva Doce (Foeniculum vulgare)

Apiaceae foi descrita pela primeira vez por John Lindley em 1836. O nome é derivado do gênero Apium, que foi originalmente usado por Plínio o Ancião cerca de 50 dC para uma planta. A família foi uma das primeiras a ser reconhecidas como um grupo distinto por Jacques Daleschamps(1586). Com Robert Morison (1672) distribuição nova tornou-se o primeiro grupo de plantas para as quais um estudo sistemático foi publicado.
A família está solidamente colocada dentro da ordem Apiales no sistema de classificação APG III. Está intimamente relacionado com Araliaceae e os limites entre estas famílias permanecem obscuros. Tradicionalmente, os grupos dentro da família foram delimitados em grande parte com base na morfologia do fruto, e os resultados não foram congruentes com as análises filogenéticas mais recentes. A classificação subfamiliar e tribal para a família está atualmente em um estado de fluxo, com muitos dos grupos sendo parafiléticos ou polifiléticos.

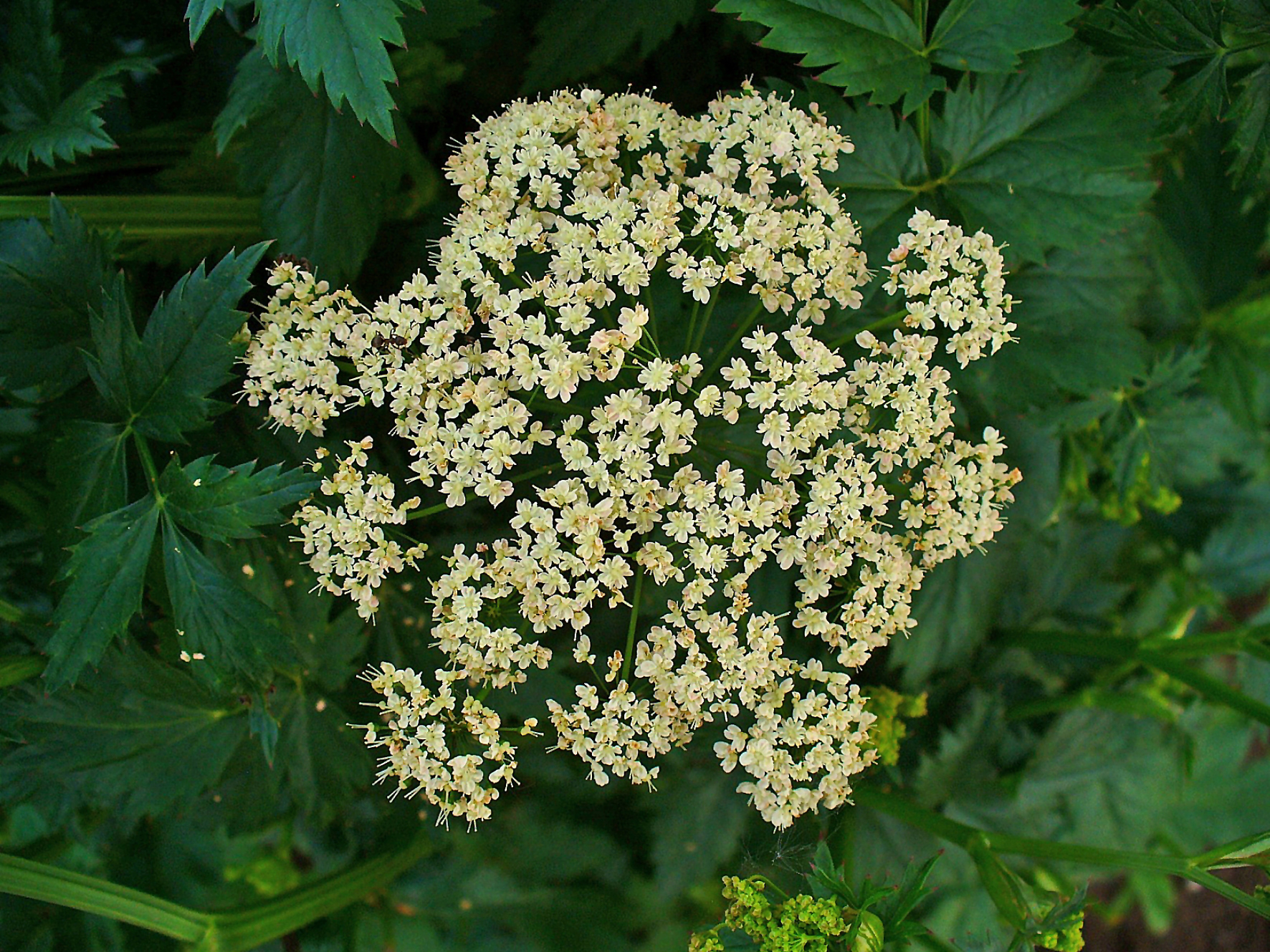
Pimpinella major (Gênero: Pimpinella)

A monofilia de Apiaceae é sustentada por sequencias de DNA (Chandler e Plunkett 2004; Olmstead et al. 1993; Plunkett et al. 1996, 1997, 2004). As potenciais sinapomorfias da família incluem canais de óleo essenciais/resinas associados com os tecidos de condução, um arranjo característico das raízes laterais, a presença de poliacetilenos de falcorinona, a presença de embrião diminuto e de folhas reduzidas, semelhantes com brácteas na base dos ramos. Possiveis sinapomorfias de Apiaceae, segundo Judd, (2010) Hegnauer, (1971), seriam a presença de ácido petroselênico nas sementes, umbeliferosa como carboidrato de reserva, inflorescências umbeadas e flores providas de estilopódio.

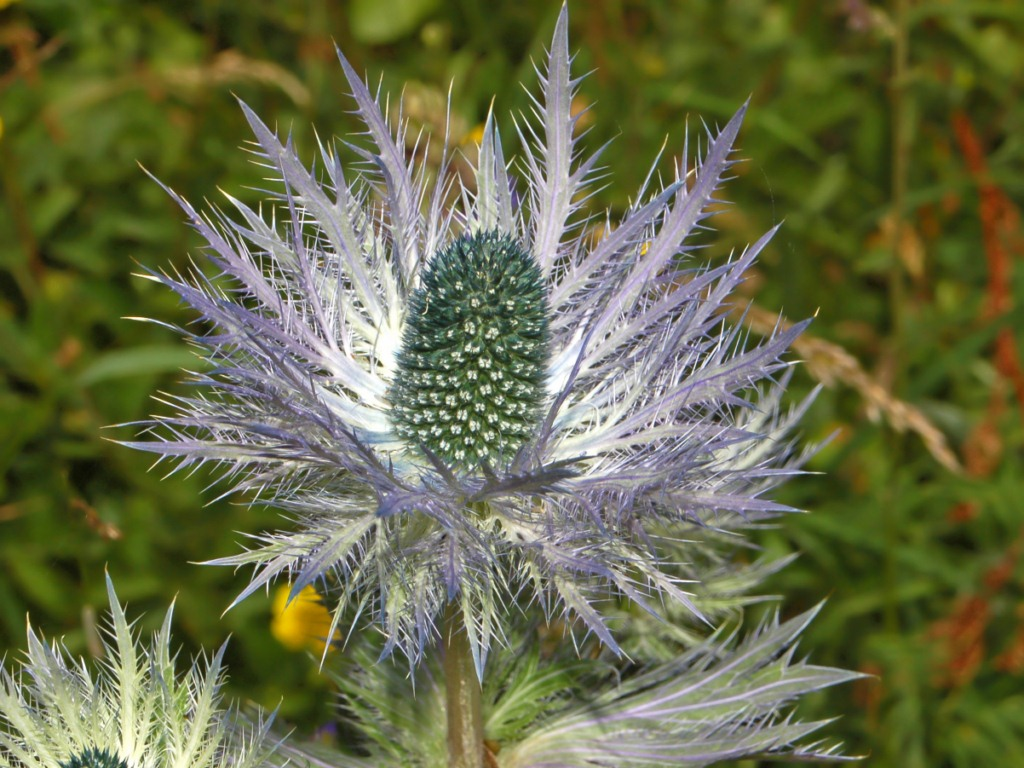
Eryngium alpinum (Gênero: Eryngium)

## Subfamílias[5]

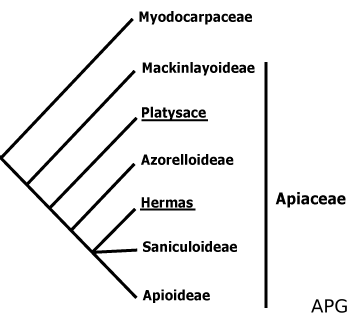
APG - Angiosperm Phylogeny Group

Mackinlayoideae  (Plunkett & Lowry): Subfamília com cerca de 67 espécies. No sistema APG II foi tratado como Mackinlayaceae, mas desde então foi  reclassificada como uma subfamília de Apiaceae. Ervas anuais e arbustos com folhas pediceladas compostas encontradas na Africa do Sul e no centro Asiatico.

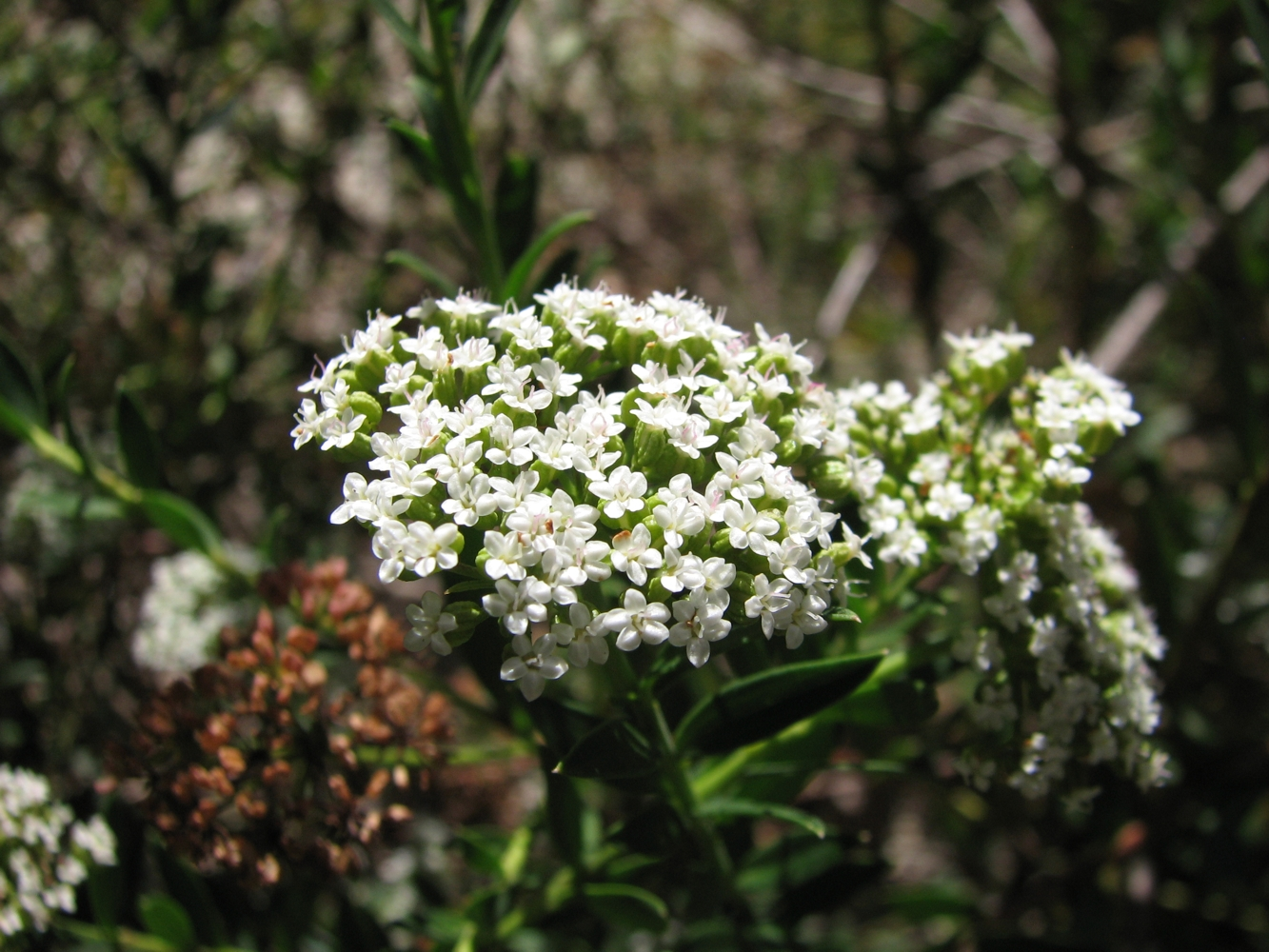
Platysace lanceolata

Platysace (Bunge): Ervas perenes e lenhosas, pode ser encontrada com mais frequência na Austrália.
Azorelloideae (Plunkett & Lowry): Ervas perenes de pequeno porte e arbustos possuindo folhas compostas, nucelos "grandes" relativamente persistentes, saco embrionário tetrasporio, camada interna de fibras endocarpo longitudinalmente.
Saniculoideae (Burnett): Estilos de ovario separados por um sulco estreito.
- A. Phlyctidocarpeae Magee: Erva anual com folhas compostas e  frutos achatados, com dois feixes vasculares.
- B. Steganotaenieae: Pequenos arbustos e árvores com floema secundário pela expansão do parênquima axial, folhas basais bem antes de aparecer a floração, formando dutos de óleo com cavidades, 2 feixes ventrais.
- C. Burnett Saniculeae: Planta herbácea com  folhas simples com espinhos e umbels simples, flores sésseis carpeladas (flores azuis); frutas achatadas, escamosas ou espinhosas.
Apioideae (Seemann): Subfamília com mais de 400 gêneros e 3.500 espécies, está distribuída por quase todos os continentes, mas com ênfase nas regiões temperadas do hemisfério norte. Algumas espécies, como a cenoura (Daucus) e o nabo (Stingray) são culturas importantes da subfamília.

## Distribuição Geográfica[2]
Ocorrências confirmadas:

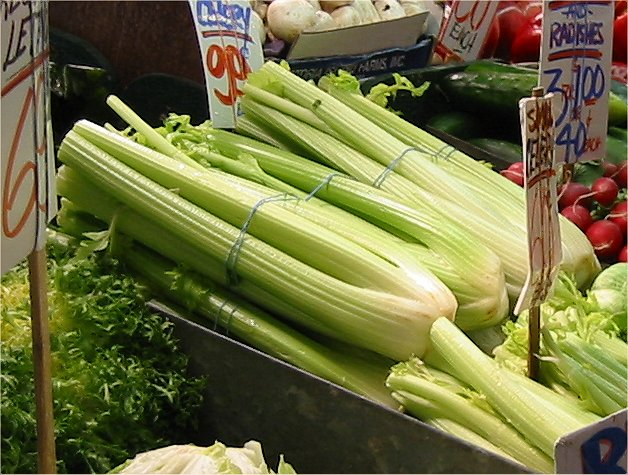
Aipó (Apium graveolens)

Norte (Acre, Amazonas, Amapá, Pará, Rondônia, Roraima, Tocantins)
Nordeste (Alagoas, Bahia, Ceará, Maranhão, Paraíba, Pernambuco, Piauí, Rio Grande do Norte, Sergipe)
Centro-oeste (Distrito Federal, Goiás, Mato Grosso do Sul, Mato Grosso)
Sudeste (Espírito Santo, Minas Gerais, Rio de Janeiro, São Paulo)
Sul (Paraná, Rio Grande do Sul, Santa Catarina)
Possíveis ocorrências:
Sudeste (Minas Gerais)

## Domínios Fitogeográficos[2]

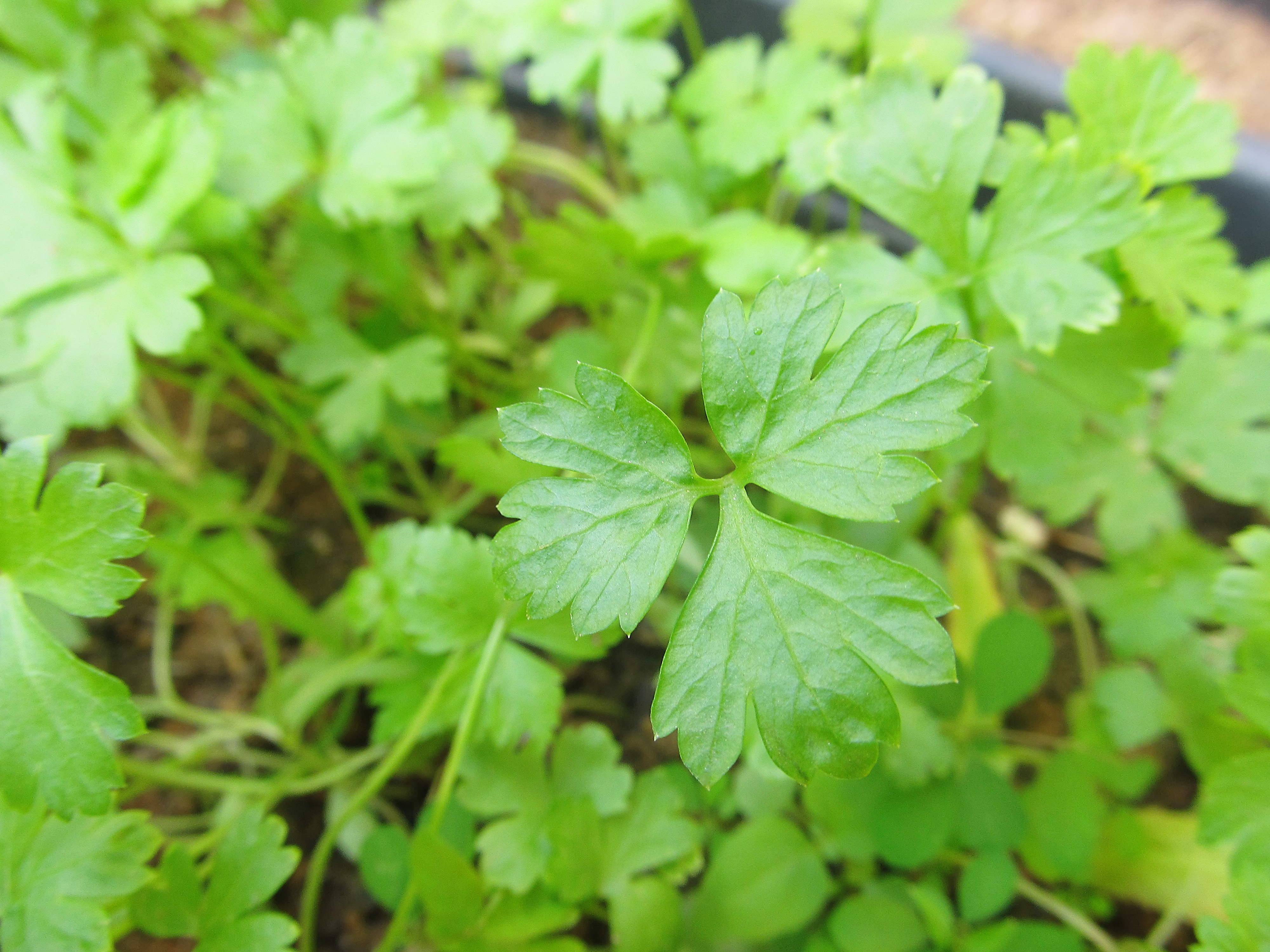
Salsinha (Petroselinum crispum)

Amazônia, Caatinga, Cerrado, Mata Atlântica, Pampa, Pantanal

## Tipo de Vegetação[2]
Área Antrópica, Campo de Altitude, Campo de Várzea, Campo Limpo, Campo Rupestre, Cerrado (lato sensu), Floresta Ciliar ou Galeria, Floresta Estacional Decidual, Floresta Estacional Semidecidual, Floresta Ombrófila (= Floresta Pluvial), Floresta Ombrófila Mista, Restinga, Vegetação Aquática, Vegetação Sobre Afloramentos Rochosos.

## Ecologia[4]
A borboleta-preta, Papilio polyxenes, usa a família Apiaceae para alimento e plantas hospedeiras para oviposição.

## Usos[4]

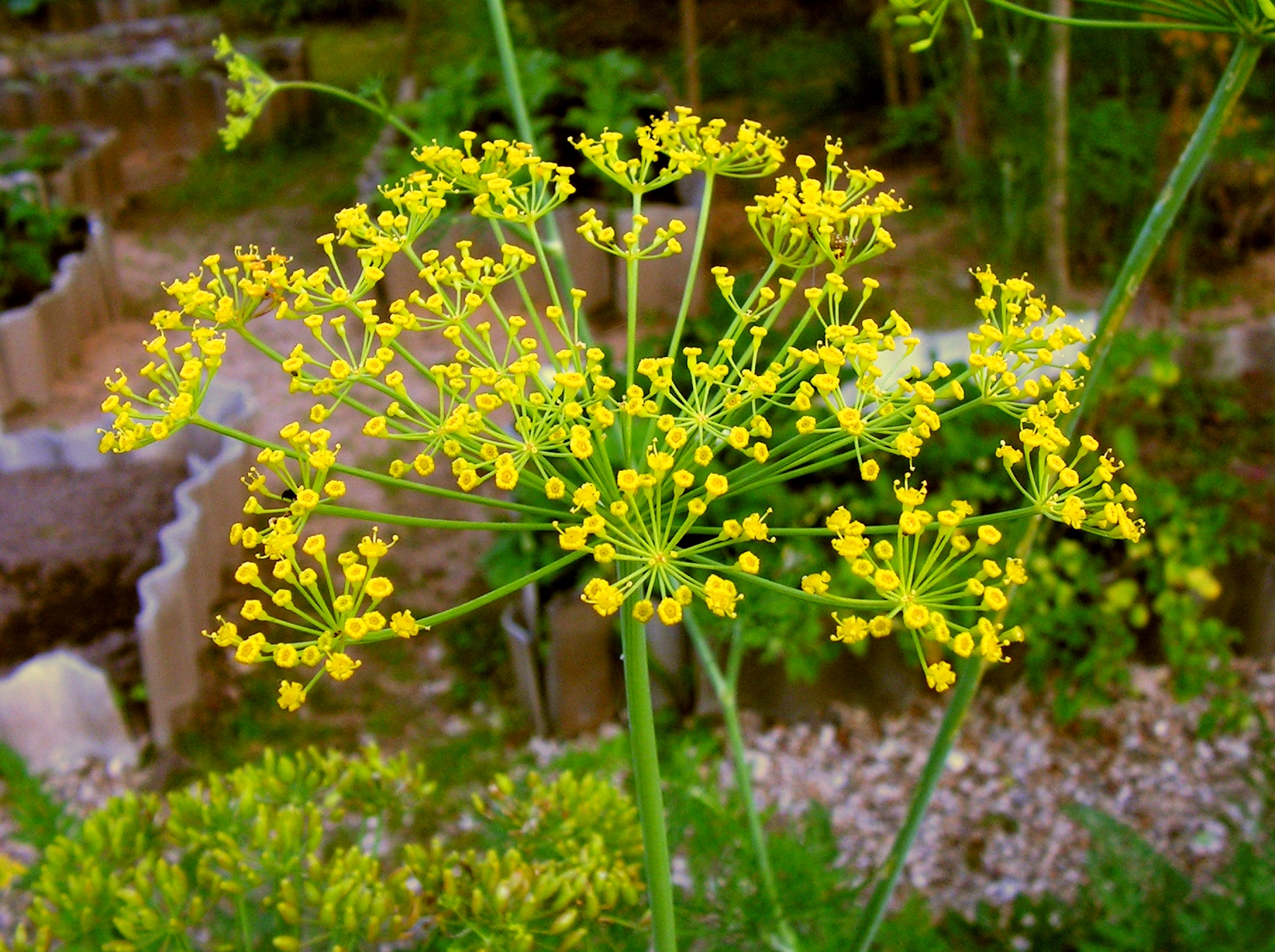
Endro (Anethum graveolens)

Muitos membros desta família são cultivados para vários fins, como a cenoura e a salsa, produzem raízes de torneira que são grandes o suficiente para ser útil como alimento. Muitos produzem óleos essenciais e, como resultado, algumas são ervas aromáticas saborosas.
Temos como exemplos a salsa (Petroselinum crispum), o coentro (Coriandrum sativum), o culantro e o  aneto (Anethum graveolens). As sementes abundantes  podem ser usadas na culinária, como com o coentro (Coriandrum sativum), o funcho (Foeniculum vulgare) e o cominho (Cuminum cyminum)
Outras espécies notáveis de Apiaceae cultivadas incluem cerfei (Anthriscus cerefolium), angélica (Angelica spp.), Aipo (Apium graveolens), arracacha (Arracacia xanthorrhiza), azevinho (Eryngium spp.), Asafoetida (Ferula asafoetida), galbanum (Ferula gummosa) Cicely (Myrrhis odorata), anis (Pimpinella anisum), lovage (Levisticum officinale) e hacquetia (Hacquetia epipactis).

### Cultivo

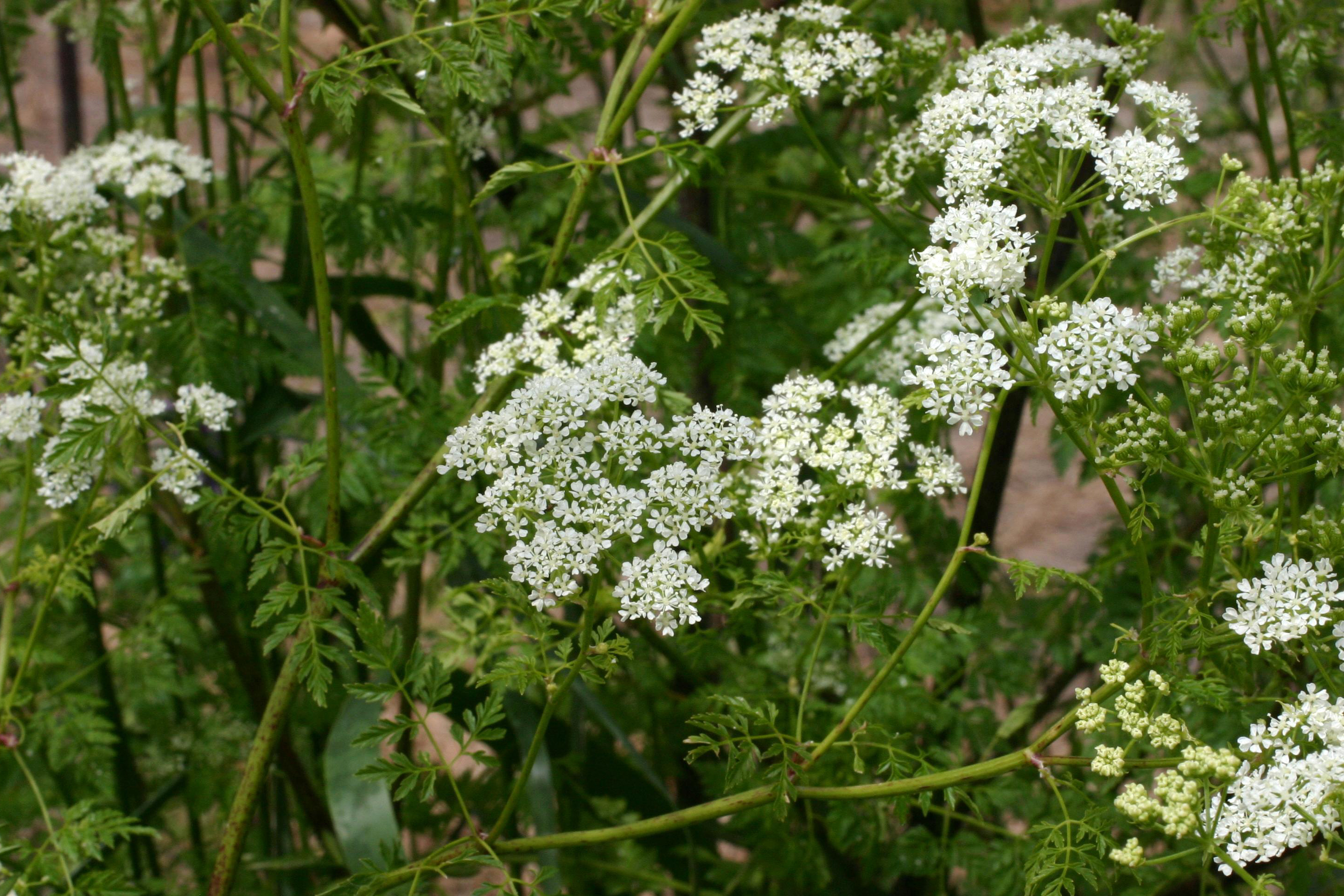
Cicuta (Conium maculatum)

Podem não crescer se oo solo estiver muito quente. Quase todas as plantas extensamente cultivadas deste grupo são consideradas úteis como uma planta companheira. Uma razão é porque as flores minúsculas agrupadas são servidas bem para joaninhas, vespas parasitárias, e moscas, que bebem realmente o néctar quando não se reproduzem. Eles então se alimentam de pragas de insetos em plantas próximas. A família considerada "ervas" produzem perfumes que se acredita para mascarar os odores de plantas próximas, tornando-os assim mais difícil para insetos pragas encontrar.